# Đồng Tiến, Hữu Lũng
Đồng Tiến là một xã thuộc huyện Hữu Lũng, tỉnh Lạng Sơn, Việt Nam.
Xã Đồng Tiến có diện tích 21,2 km², dân số năm 1999 là 3.279 người, mật độ dân số đạt 155 người/km².
Theo thống kê năm 2019, xã Đồng Tiến có diện tích 21,2 km², dân số là 3.741 người, mật độ dân số đạt 177 người/km².